# Perservase

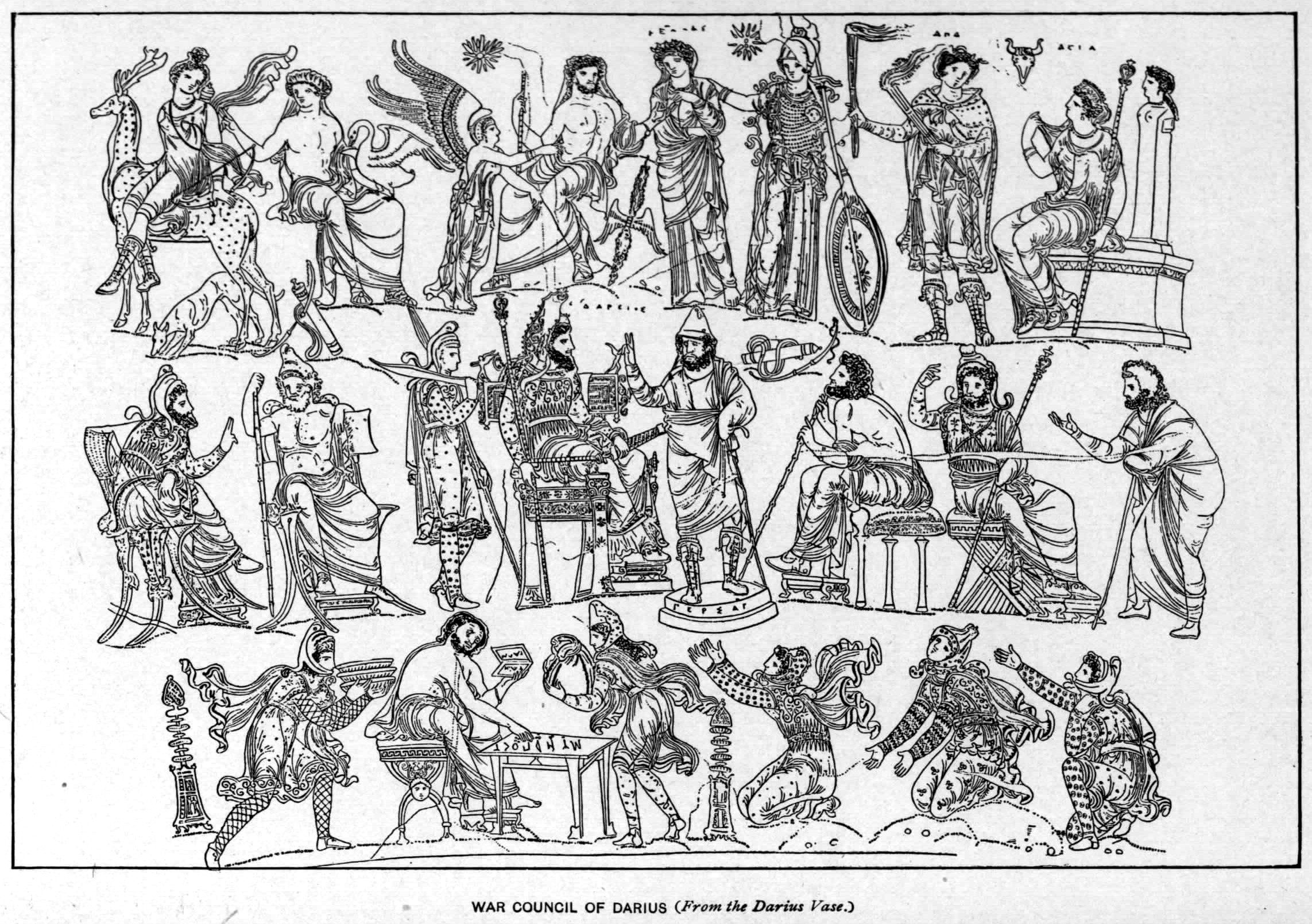
Umzeichnung der Vorderseite der Perservase

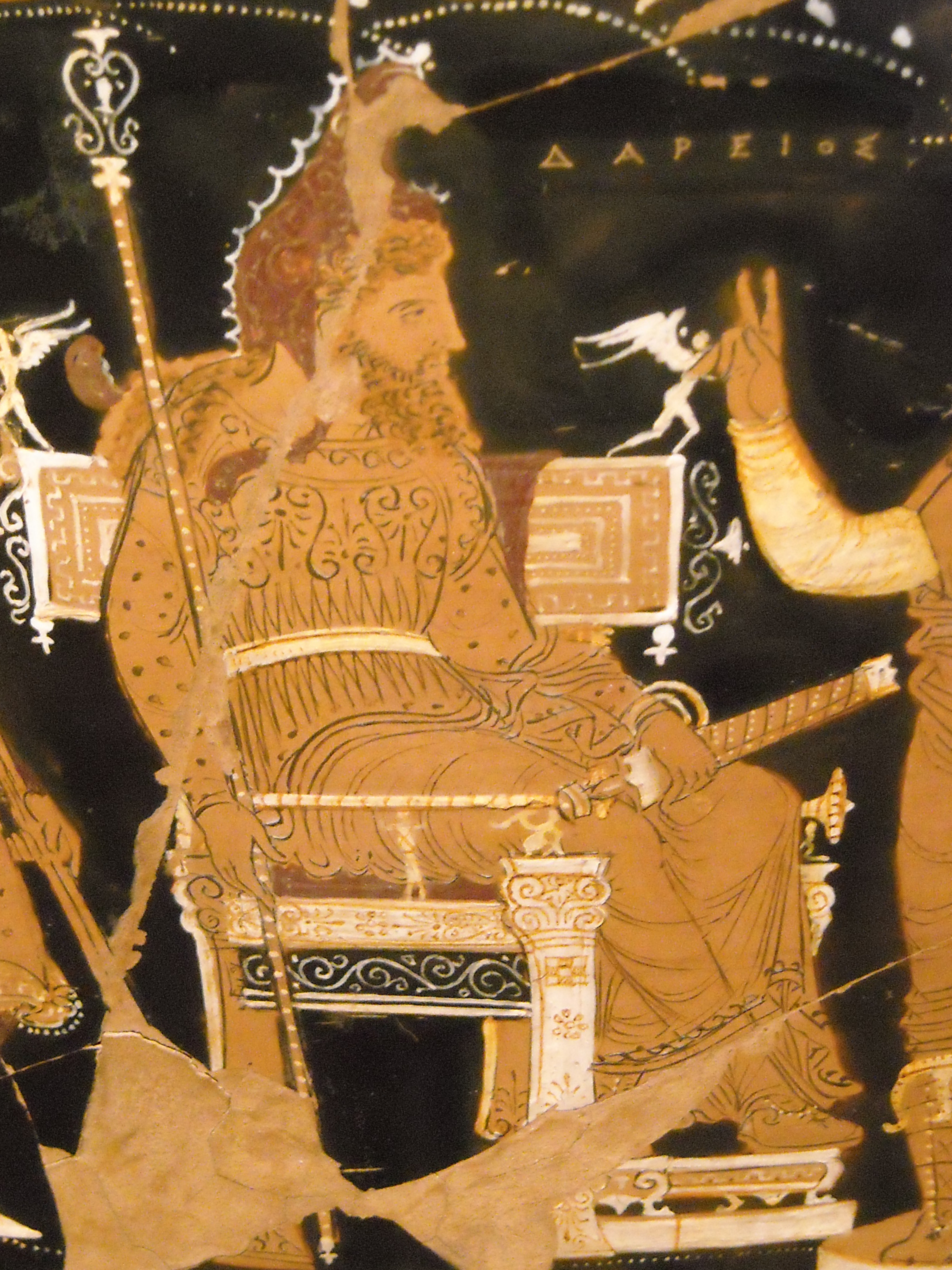
Detail der Perservase: Dareios-Figur mit Beschriftung (ΔΑΡΕΙΟΣ, oben rechts)

Als Perservase oder Dareiosvase bezeichnet man einen apulischen Volutenkrater. Er gilt als eines der zentralen Werke der unteritalischen Vasenmalerei.
Die Perservase wurde 1851 in Canosa di Puglia gefunden und befindet sich heute im Archäologischen Nationalmuseum Neapel. Im Zentrum der Vorderseite sieht man den persischen König Dareios I. inmitten seines Kronrates, darunter Zahlmeister und Tributträger, thronen. Die Figuren sind mit Inschriften gekennzeichnet. Darüber sieht man Athene mit der Personifikation von Hellas vor Zeus und Apate vor der Personifikation von Asia. In der Forschung wird angenommen, dass die Darstellung einen Bezug zu den Siegen Alexanders des Großen oder zu zeitgenössischen Theaterdarstellungen hat. Es ist die einzige bekannte Darstellung dieser Art, Bezüge zu aktuellen Ereignissen sind in der griechischen Vasenmalerei von besonderer Seltenheit. Nach Dareios ist Dareioskrater eine weitere Bezeichnung für die Vase. Auch der Dareios-Maler erhielt nach dem 130 cm hohen Krater seinen Notnamen, die demnach seine Namenvase ist. Auf der Rückseite der Vase sieht man Bellerophon gegen die Chimära kämpfen. Daneben sind Gottheiten und kämpfende Orientalen abgebildet.